# Bertha M. Goudy
Bertha Matilda Sprinks Goudy (6 de septiembre de 1869 - 21 de octubre de 1935) fue una tipógrafa estadounidense, impresora de prensa fina y copropietaria con Frederic W. Goudy de Village Press desde 1903 hasta su muerte en 1935.

## Biografía
Bertha Matilda Sprinks nació el 6 de septiembre de 1869 en Jersey City, Nueva Jersey. Trabajó como contable en Chicago en la oficina del agente financiero Richard Coe Allen, donde conoció a Frederic W. Goudy en 1890. Se casaron el 2 de junio de 1897 en Berwyn, Illinois.

### Carrera

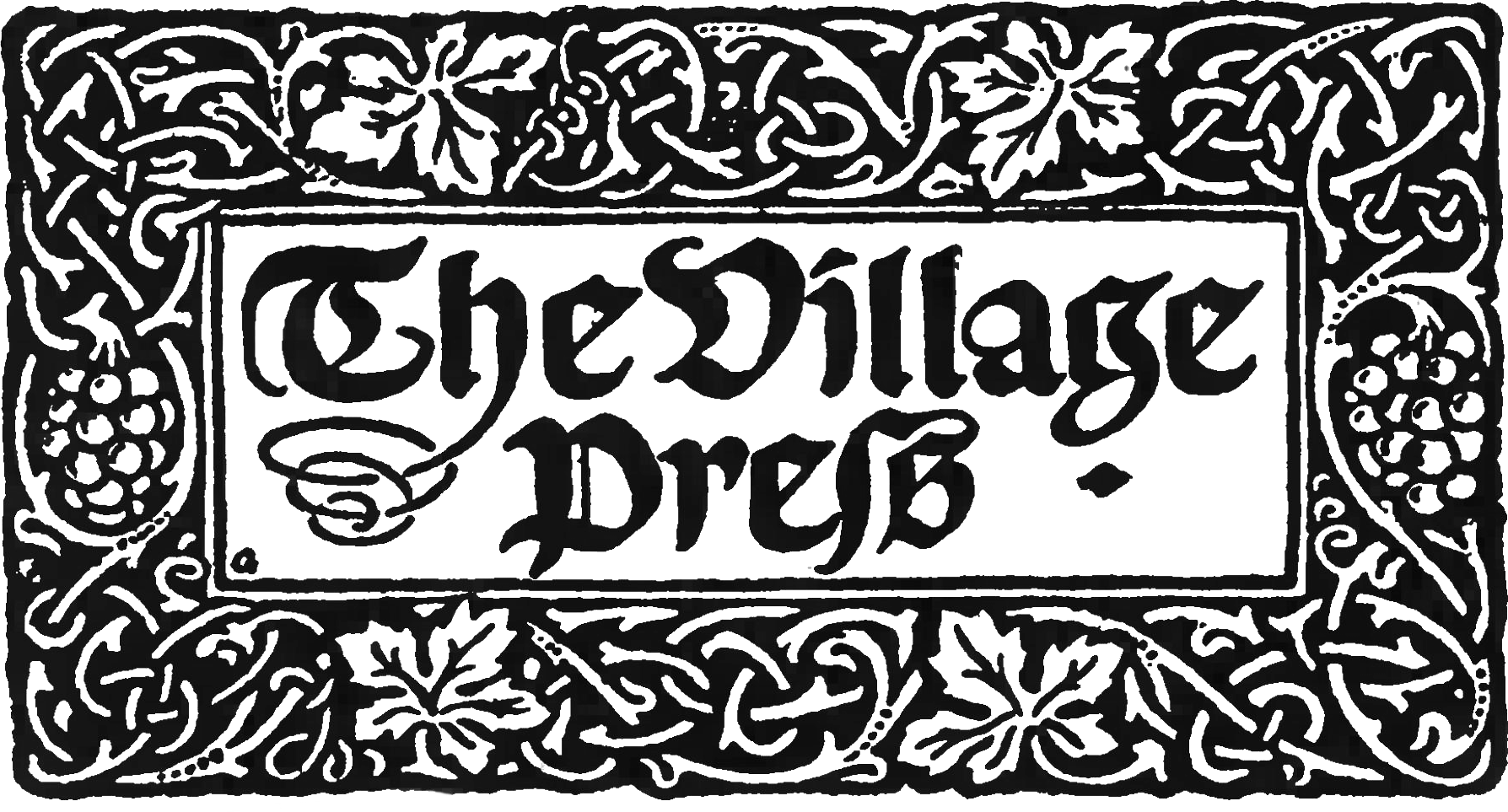
Marca de Village Press, 1904.

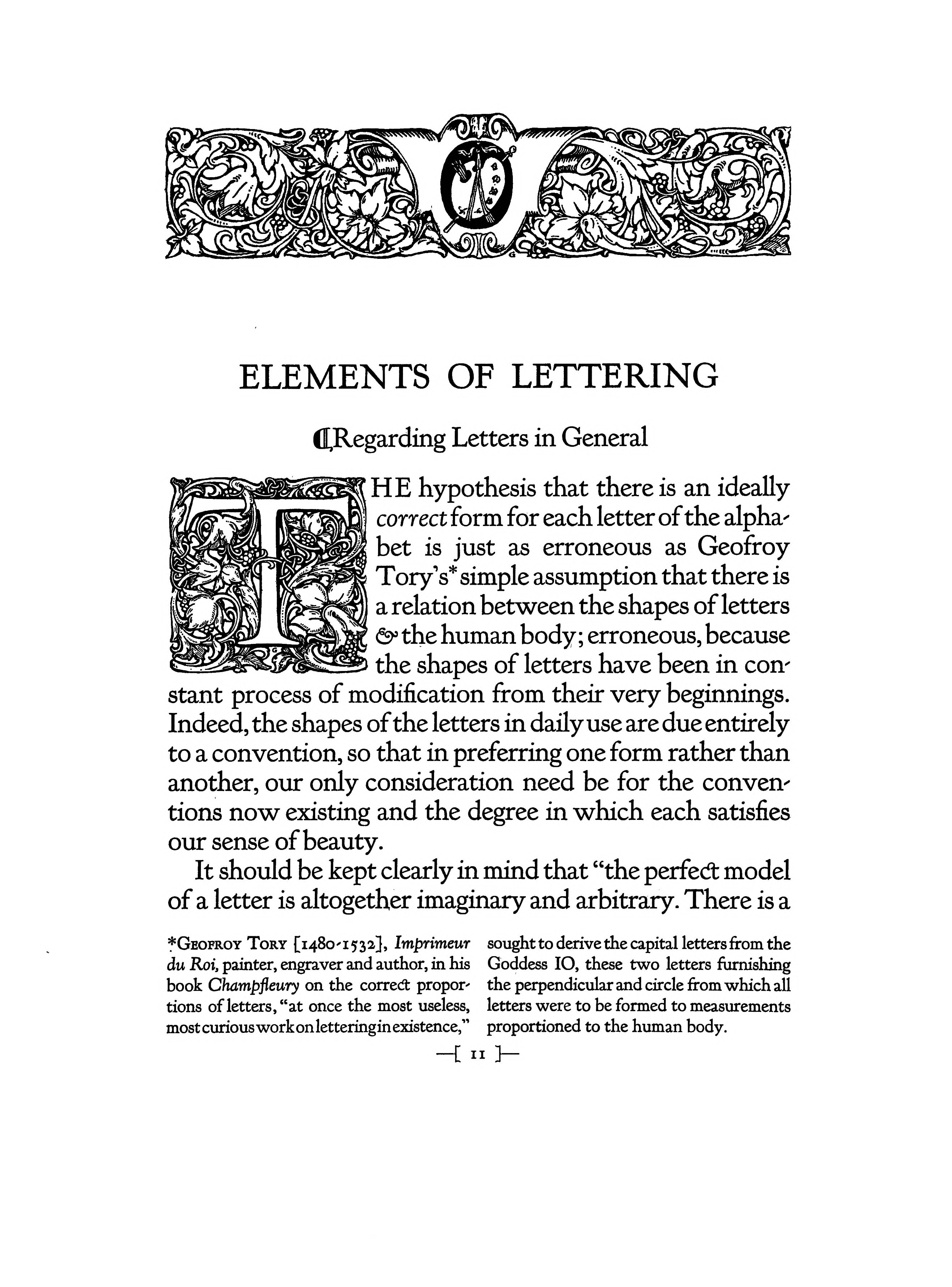
F. W. Goudy. Elements of Lettering (1922), compuesto por Bertha Goudy.

En 1903, la pareja fundó Village Press con Will Ransom en Oak Park, Illinois. Después del primer año de operación, Ransom dejó la sociedad. Bertha fue la tipógrafa principal durante los siguientes 32 años. La primera producción de Village Press fue Impresión, un ensayo de William Morris y Emery Walker, en consonancia con la dedicación de los propietarios a la estética y la filosofía de las Artes y Oficios de Morris. Trasladaron la prensa el año siguiente a Hingham, Massachusetts, y en 1906 a la ciudad de Nueva York. Tras un desastroso incendio en el estudio en 1908, Frederic Goudy se especializó cada vez más en el diseño de tipos, y Bertha Goudy se hizo cargo del negocio de la prensa. Él escribió e ilustró y ella compuso dos obras que ahora se consideran clásicos del diseño de letras: The Alphabet (Kennerley, 1918) y Elements of Lettering (Kennerley, 1922). La mudanza final de la prensa fue en 1924, a Marlborough-on-Hudson, Nueva York, a una casa con un molino adyacente, que los Goudys llamaron Deepdene. Bertha Goudy fue ampliamente reconocida durante este período como la fuerza impulsora detrás de Village Press y, en 1933, la revista Time la llamó "la mujer impresora más capaz del mundo" El Instituto Americano de Artes Gráficas reconoció sus logros junto con los de su esposo en una exhibición en honor al trigésimo aniversario de la fundación de Village Press en 1933. Una de sus obras finales y más exigentes fue Frankensteinde Mary Shelley, para el Club de Ediciones Limitadas, publicado en 1934.

### Fallecimiento y reconocimientos
Bertha Goudy sufrió un derrame cerebral en diciembre de 1933, del cual solo se recuperó parcialmente. Murió el 21 de octubre de 1935.
Tras su muerte, varios colegas y amigos recordaron las contribuciones de Bertha Goudy a la tipografía. Encabezada por Edna Beilenson, copropietaria de Peter Pauper Press, un grupo de mujeres activas en prensa fina y libros colaboraron para producir una obra feminista titulada Bookmaking on the Distaff Side, publicada en 1937. Beilenson, Jane Grabhorn, Bruce Rogers y otros contribuyeron y convencieron a Frederic Goudy para que incluyera un memorial para su esposa, que luego publicó por separado como Bertha M. Goudy: Recollections por One Who Knew Her Best (Marlboro, NY: The Village Press , 1939), y creado en tipo Bertham. Había nombrado su centésima tipografía, Bertham, en honor a su esposa ("Bertha M."). Miembros femeninos del mismo grupo de amigos formaron Distaff Press, que más tarde volvió a publicar selecciones de Bookmaking on Distaff Side, junto con contribuciones adicionales, para producir Bertha S. Goudy: First Lady of Printing en 1958. Esta "memoria de la rama femenina de la Villa de la Prensa" se publicó como las ediciones limitadas en formato de prensa fina, en el espíritu de las producciones de prensa privadas de Bertha Goudy, encuadernadas e impresas a mano.